# Bruno de Barros
Bruno Lins Tenório de Barros (Maceió, 7 gennaio 1987) è un velocista brasiliano.

## Palmarès
| Anno | Manifestazione          | Sede           | Evento      | Risultato  | Prestazione | Note                                     |
| ---- | ----------------------- | -------------- | ----------- | ---------- | ----------- | ---------------------------------------- |
| 2008 | Giochi olimpici         | Pechino        | 200 m piani | Batteria   | 21"15       |                                          |
| 2008 | Giochi olimpici         | Pechino        | 4x100 m     | Bronzo     | 38"24       |                                          |
| 2009 | Campionati sudamericani | Lima           | 200 m piani | dq         | dq          |                                          |
| 2011 | Mondiali                | Taegu          | 200 m piani | 6º         | 20"31       |                                          |
| 2011 | Mondiali                | Taegu          | 4x100 m     | Batteria   | dq          |                                          |
| 2011 | Giochi panamericani     | Guadalajara    | 200 m piani | Bronzo     | 20"45       |                                          |
| 2011 | Giochi panamericani     | Guadalajara    | 4x100 m     | Oro        | 38"18       |                                          |
| 2012 | Giochi olimpici         | Londra         | 200 m piani | Semifinale | 20"55       |                                          |
| 2012 | Giochi olimpici         | Londra         | 4x100 m     | Batteria   | 38"35       |                                          |
| 2013 | Campionati sudamericani | Cartagena      | 100 m piani | Argento    | 10"33       |                                          |
| 2013 | Mondiali                | Mosca          | 200 m piani | Batteria   | 20"60       |                                          |
| 2014 | World Relays            | Nassau         | 4×100 m     | 4º         | 38"40       |                                          |
| 2014 | Giochi sudamericani     | Santiago       | 200 m piani | 4º         | 20"77       |                                          |
| 2014 | Giochi sudamericani     | Santiago       | 4x100 m     | Oro        | 38"90       | Record dei Giochi                        |
| 2015 | World Relays            | Nassau         | 4×100 m     | 4º         | 38"63       |                                          |
| 2015 | Giochi panamericani     | Toronto        | 200 m piani | Semifinale | 20"66       |                                          |
| 2015 | Giochi panamericani     | Toronto        | 4×100 m     | Argento    | 38"68       |                                          |
| 2015 | Mondiali                | Pechino        | 200 m piani | Batteria   | 20"42       |                                          |
| 2015 | Mondiali                | Pechino        | 4x100 m     | Batteria   | dnf         |                                          |
| 2016 | Giochi olimpici         | Rio de Janeiro | 200 m piani | Batteria   | 20"59       |                                          |
| 2016 | Giochi olimpici         | Rio de Janeiro | 4x100 m     | 6º         | 38"41       |                                          |
| 2017 | World Relays            | Nassau         | 4×100 m     | Batteria   | dq          |                                          |
| 2017 | Campionati sudamericani | Luque          | 100 m piani | Argento    | 10"22       | Miglior prestazione personale stagionale |
| 2017 | Campionati sudamericani | Luque          | 200 m piani | Finale     | dns         |                                          |
| 2017 | Campionati sudamericani | Luque          | 4x100 m     | Oro        | 39"47       |                                          |
| 2017 | Campionati sudamericani | Luque          | 4x400 m     | Argento    | 3'07"32     |                                          |
| 2021 | Campionati sudamericani | Guayaquil      | 4x100 m     | Oro        | 39"10       |                                          |
| 2021 | Campionati sudamericani | Guayaquil      | 4x400 m     | Oro        | 3'04"25     |                                          |